# Gyál
Gyál ist eine ungarische Stadt im Kreis Gyál im Komitat Pest. Sie liegt am südöstlichen Stadtrand von Budapest und ist der Verwaltungssitz des gleichnamigen Kreises.
Auf einer Fläche von 24,93 km² leben 23.431 Einwohner (Stand: 2011).

## Verkehr
In Gyál kreuzen sich die Landstraßen Nr. 4601 und Nr. 4602. Am südlichen Stadtrand verläuft die Schnellstraße M0 und am westlichen Stadtrand die Autobahn M5, die von Budapest nach Szeged führt. In Gyál gibt es zwei Bahnhöfe und es bestehen Zugverbindungen zum Budapester Westbahnhof und nach Lajosmizse. Weiterhin gibt es Busverbindungen nach Vecsés, zur Metrostation Határ út, die an die Linie M3 der Budapester Metro liegt sowie zum Boráros tér, der an die Linie 7 der Vorortbahn HÉV angebunden ist.

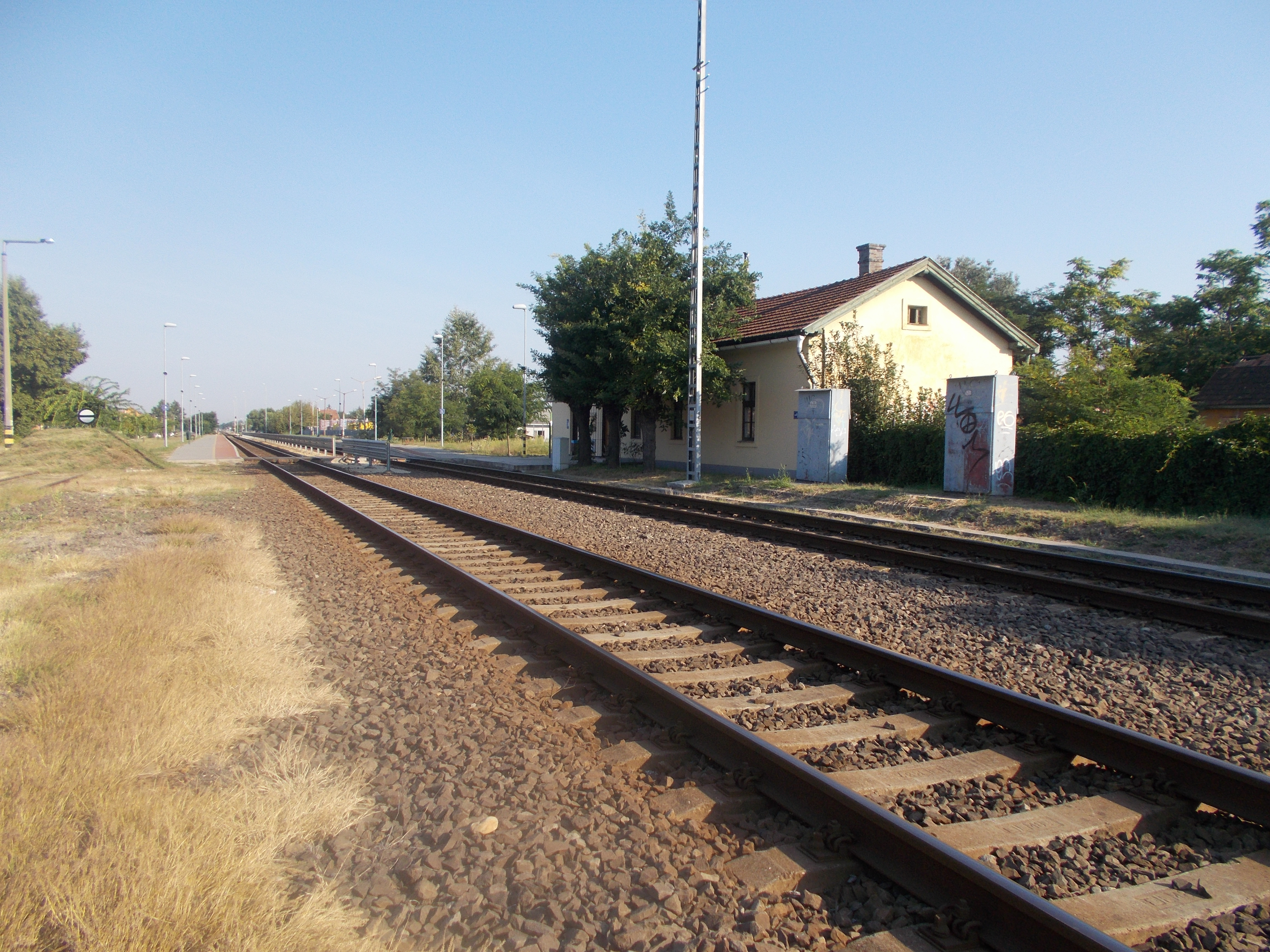
Bahnhof Gyál
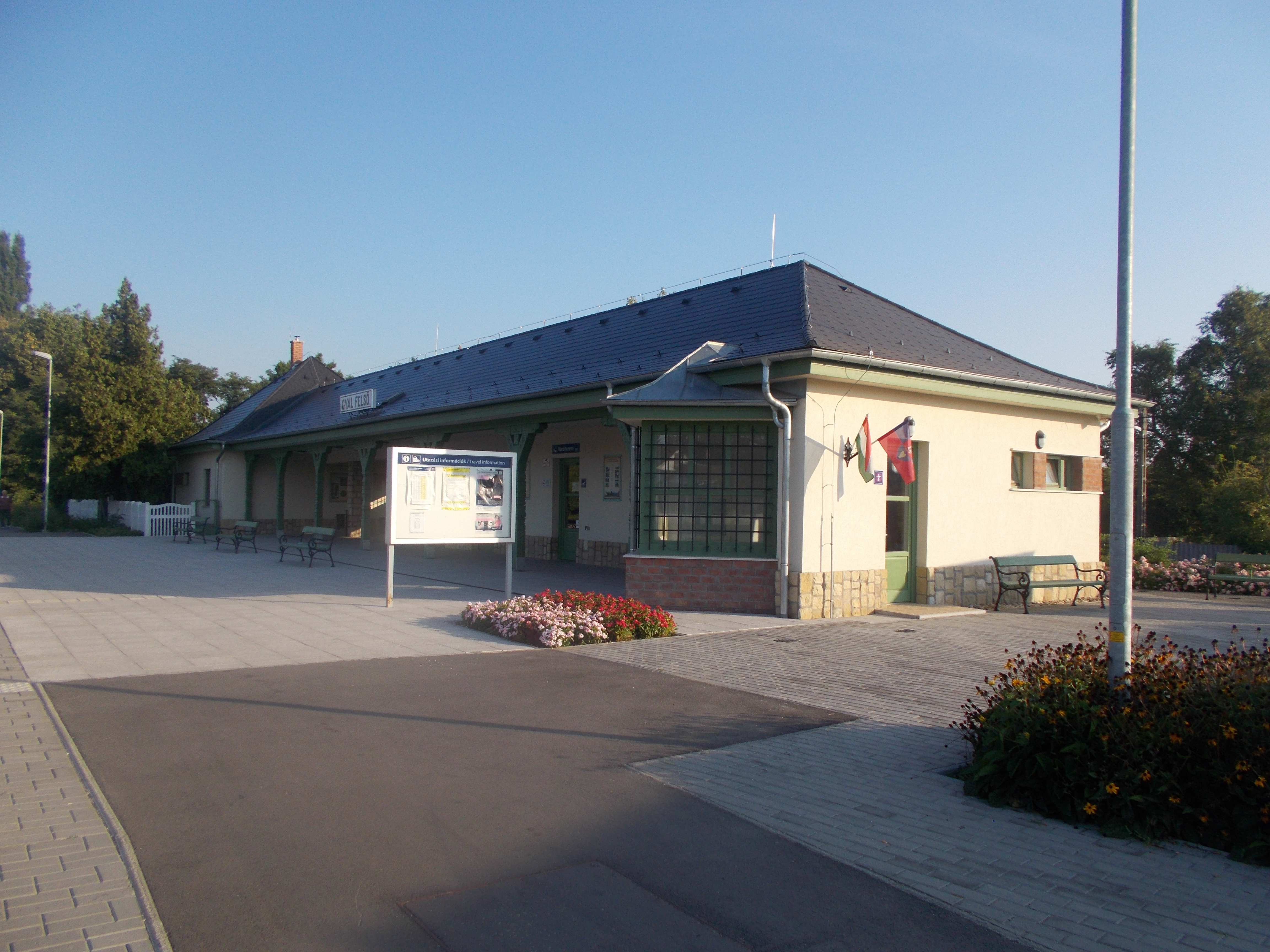
Bahnhof Gyál felső